# Bjugn
Bjugn è un ex comune norvegese della contea di Sør-Trøndelag. Dal 1º gennaio 2020 è stato unito al comune di Ørland.